# Ochrosia minima
Ochrosia minima är en oleanderväxtart som först beskrevs av Markgr., och fick sitt nu gällande namn av Francis Raymond Fosberg och Boiteau. Ochrosia minima ingår i släktet Ochrosia och familjen oleanderväxter. Inga underarter finns listade i Catalogue of Life.